# Kiemławki Wielkie
Kiemławki Wielkie (Duits: Groß Kemlack) is een plaats in het Poolse district  Kętrzyński, woiwodschap Ermland-Mazurië. De plaats maakt deel uit van de gemeente Barciany en telt 90 inwoners.